# A Rose of Old Mexico
Pour plus de détails, voir Fiche technique et Distribution.
A Rose of Old Mexico (ou The Rose of Mexico) est un film muet américain réalisé par Wallace Reid et sorti en 1913.

## Fiche technique
- Titre original : A Rose of Old Mexico
- Titre alternatif : The Rose of Mexico
- Réalisation : Wallace Reid
- Scénario : Hal Reid
- Photographie :
- Montage :
- Producteur :
- Société de production : American Film Manufacturing Company
- Société de distribution : Mutual Film
- Pays d'origine :  États-Unis
- Langue : film muet avec les intertitres en anglais
- Format : Noir et blanc — 35 mm — 1,33:1 — Muet
- Genre : Film dramatique
- Durée : 10 minutes
- Dates de sortie : 
  - États-Unis : 25 janvier 1913
  - Royaume-Uni : 22 mars 1913

## Distribution
- Wallace Reid : Paul Hapgood
- Lillian Christy : Paquita
- Edward Coxen : Pedro
- Chester Withey : le père de Paquita